# Joe Montana
Vous lisez un « article de qualité » labellisé en 2016.
Pour les articles homonymes, voir Montana (homonymie).
Pro Football Hall of Fame 2000
(en) Statistiques sur pro-football-reference
Joseph Clifford Montana, Jr. dit Joe Montana, né le 11 juin 1956 à New Eagle, est un joueur américain de football américain évoluant au poste de quarterback dans la National Football League (NFL) entre 1979 et 1994. Il passe les treize premières saisons de sa carrière avec les 49ers de San Francisco et remporte quatre Super Bowls (XVI, XIX, XXIII, XXIV) avec l'équipe.
À San Francisco, Joe Montana termine cinq saisons avec la meilleure évaluation des quarterbacks et est nommé meilleur joueur par l'Associated Press en 1989 et 1990. Il marque l'histoire du football américain avec des actions mémorables comme The Catch en 1981 ou son drive décisif lors du Super Bowl XXIII. À la suite d'une blessure subie sur le terrain en 1990, il manque plus d'une saison et voit depuis le terrain l'éclosion de Steve Young. Échangé aux Chiefs de Kansas City, il y termine sa carrière après deux saisons ponctuées par des échecs en matchs éliminatoires.
Sélectionné 8 fois au Pro Bowl, 6 fois All-Pro, il reçoit de nombreuses récompenses : élu dans l'équipe NFL de la décennie 1980, l'équipe du 75e anniversaire de la NFL, il est intronisé au Pro Football Hall of Fame en 2000.
Connu pour être l'un des meilleurs joueurs en fin de rencontre, The Comeback Kid (« le retourneur de situation » en anglais) dit aussi « Joe Cool » remporte 31 victoires après avoir été mené dans le quatrième quart-temps. Petit, frêle, longiligne, Montana compense son physique par un jeu de jambes, une vitesse, une vision et un instinct au-dessus de la moyenne. Il mène la West Coast Offense avec talent, multipliant les passes rapides et précises. Icône des années 1980, il est le joueur de football américain le mieux rémunéré de son époque.

## Biographie

### Jeunesse
Joseph Clifford Montana, Jr. est le premier et seul fils de Joseph Clifford Montana, Sr. et de Theresa Marie Bavuso Montana. Né à New Eagle, dans la banlieue de Pittsburgh en Pennsylvanie, il grandit à Monongahela, une ville minière à 40 kilomètres de Pittsburgh. Ses grands-parents maternels, Vincenzo « James » Bavuso et Josephine Savarino Bavuso, sont des immigrés italiens. Son grand-père paternel, « Hooks » Montana, jouait dans les ligues mineures de football américain dans les années 1920.
Joe Montana va à l'école secondaire Ringgold où il joue au football américain mais également au baseball et au basket-ball. Il est un excellent lanceur de baseball, lançant trois matchs parfaits en Little League. Il a également des capacités au basket-ball, certains recruteurs pensant même qu'il est meilleur dans ce sport qu'au football américain. Plusieurs universités lui proposent une bourse universitaire pour ses talents de joueur de basket-ball, notamment l'université de Caroline du Nord,.
En 1971, Joe Montana commence à jouer dans l'équipe de football américain lors de sa deuxième année à l'école secondaire Ringgold. Avant son arrivée, l'équipe des Rams est mauvaise et désorganisée. Elle ne remporte pas une seule rencontre. Montana passe la plus grande partie de sa première année sur le banc et l'école secondaire Ringgold améliore son bilan pour quatre victoires et six défaites. Pour son premier match titulaire à l'école secondaire, Joe Montana complète 13 passes pour 255 yards et marque 4 touchdowns. Il inscrit 12 autres touchdowns sur des cinq rencontres suivantes.
Joe Montana décide de rejoindre l'université Notre-Dame pour suivre les pas de son idole de jeunesse, Terry Hanratty, qui y a effectué son parcours universitaire.

### Carrière universitaire

#### Première saison sur le banc de l'université Notre-Dame (1974)
Quand Montana arrive à Notre Dame en 1974, le programme de football est dirigé par Ara Parseghian, vainqueur des championnats NCAA 1966 et 1973. Montana est un jeune joueur talentueux mais selon les règles de Notre Dame, il ne peut ni s'entraîner ni jouer avec l'équipe première. Il reste avec l'équipe des débutants. En décembre 1974, Parseghian démissionne pour des problèmes de santé ; Notre Dame recrute Dan Devine. Montana a donc un nouvel entraineur mais les débuts entre Devine et Montana sont compliqués, ce dernier n'étant pas impressionnant à l'entraînement et pas motivé non plus en tant que remplaçant. Montana dit même : « Devine devait probablement se demander pourquoi j'ai été recruté »,.

#### Révélation et année ratée pour blessure (1975-1976)
Dans sa deuxième année à Notre Dame, Montana n'est toujours pas titulaire. Alors qu'il ne joue pas, Montana veut partir mais l'entraîneur Mike DeCicco le convainc de persévérer. Au printemps de l'année 1975, Joe Montana est inconsistant, tantôt impressionnant, tantôt décevant comme lors de sa première rencontre en tant que titulaire, une défaite 10 à 3 à domicile contre Michigan State. Il rentre de temps en temps sur la pelouse. Montana se fait néanmoins remarquer en réalisant des retours impressionnants face aux Tar Heels de la Caroline du Nord ou encore aux Falcons de l'Air Force que l'équipe domine 31 à 30 après avoir été menée de 20 points.
Avant le début de la saison 1976, Joe Montana se blesse à l'épaule et est incapable de jouer de l'année. Il est Redshirt, ce qui lui permet d'obtenir une année d'éligibilité de plus à l'université que ses camarades de promotion.

#### Succès auCotton Bowlet fin de carrière universitaire (1977-1978)
De retour de blessure, Joe Montana est toujours numéro 3 dans la hiérarchie des quarterbacks de Notre Dame. Appelé avec les Irish contre Purdue alors que l'équipe perd 24 à 14, il avance de 154 yards et inscrit 17 points en 11 minutes pour conduire l'équipe à une victoire 31 à 24,. Sa capacité à faire revenir son équipe au score pour l'emporter en fin de match impressionne. Montana bat la défense des Tigers de Clemson par deux fois pour inscrire deux touchdowns pour obtenir une victoire après avoir été mené permettant à Notre Dame d'avoir un bilan de huit victoires pour une défaite. Joe Montana remporte un premier titre universitaire avec Notre Dame : le Cotton Bowl 1977.
Notre Dame et Joe Montana commencent la saison 1978 par deux défaites consécutives. L'équipe remporte ensuite 8 victoires consécutives avant d'encaisser une défaite lors du dernier match de la saison, contre USC, sur un field goal de dernière seconde. Il remporte le Cotton Bowl 1978 après un retour historique alors qu'il combat une grippe. Dominé 34 à 12 par les Cougars de Houston avec seulement seize minutes restantes dans la rencontre, Montana contribue au retour de Notre Dame à la suite de plusieurs séries offensives réussies. Alors qu'il vient de se faire intercepter par la défense de Houston, le retour commence par un punt bloqué par Notre Dame retourné pour un touchdown. Alors qu'il reste 4 minutes et 22 secondes à l'horloge, Joe Montana inscrit un touchdown de 2 yards à la course, tente et réussit une conversion à deux points, puis termine son retour par une passe de 8 yards pour un touchdown à la dernière seconde de la partie. Notre Dame remporte la rencontre sur le score de 35 à 34. Joe Montana est diplômé en administration des entreprises et en marketing à l'université Notre-Dame.

### Carrière professionnelle

#### Sélection et débuts en tant que remplaçant (1979-1980)
Alors qu'il vient de remporter à deux reprises le Cotton Bowl Classic, Joe Montana n'est pas considéré comme l'un des meilleurs jeunes prospects à se présenter aux franchises de la National Football League. Lors d'une journée de NFL Scouting Combine, la force du bras de Joe Montana est noté 6,5 sur une échelle de 1 à 9, et n'est globalement pas jugée très favorablement par les recruteurs.
Lorsqu'il vient à Los Angeles pour observer le wide receiver James Owens, l'entraîneur des quarterbacks des 49ers de San Francisco, Sam Wyche, demande à Montana, qui vit dans les environs, de venir l'assister et de lancer des ballons au receveur supervisé. En plus d'Owens, que San Francisco choisit au deuxième tour de la draft, Wyche repère Joe Montana et insiste auprès de la direction des Niners qu'il souhaite recruter ce joueur. Le nouvel entraîneur principal, Bill Walsh, estime que les besoins de sa nouvelle équipe sont aux postes de receveurs et de quarterback. Malgré ses performances universitaires, Montana est encore disponible au troisième tour de la draft de la NFL 1979. Les 49ers de San Francisco sélectionnent le quarterback de Notre Dame au 82e rang de la draft. Selon les 49ers, il n'aurait pas été sélectionné avant le 6e tour si les 49ers ne l'avait pas sélectionné au 3e tour de la draft. Cependant, l'entraîneur des Cowboys de Dallas, Tom Landry avait Joe Montana en haut de sa liste lors de la sélection des Cowboys au troisième tour mais ne le sélectionne pas car il possède dans son effectif le vétéran Roger Staubach et qu'« il n'a pas vraiment besoin d'un autre quarterback »,.
Après des discussions tendues pendant l'été, Joe Montana signe un contrat de 4 ans pour 500 000 dollars dont un bonus de 50 000 dollars à la signature. Lors de sa première saison, il ne joue pas un snap. Bill Walsh choisit de prendre du temps avec son jeune quarterback avant de la lancer dans la grande ligue. Même s'il est impressionné par le jeu de jambes de Montana, il fait travailler le quarterback encore et encore jusqu'à ce que chaque passe soit parfaite. Contre les Broncos de Denver, il joue dans le dernier quart-temps et lance 5 passes dont l'une de 16 yards réceptionnée par Bob Bruer pour un touchdown, le premier de la carrière de Montana.
Alors que Montana entre dans sa deuxième saison dans la ligue, Steve DeBerg est toujours le titulaire de la franchise de San Francisco mais Walsh installe peu à peu, match après match, son plus jeune quarterback en faisant entrer Montana à des moments importants des rencontres. Après une défaite de 59 à 14 par de DeBerg et les 49ers contre les Cowboys de Dallas, Joe Montana devient le quarterback titulaire, et il commence 7 des 10 dernières rencontres de la saison 1980. Contre les Saints de La Nouvelle-Orléans, il réalise l'un des meilleurs retours de l'histoire de la NFL en marquant trois touchdowns dont un à la course et complétant 16 passes pour 258 yards en deuxième mi-temps alors que son équipe est menée de 28 points,,. Joe Montana complète 64,5 % de ses passes, le meilleur taux pour un quarterback lors de la saison 1980, et inscrit 15 touchdowns pour 9 interceptions subies.

#### The Catchet amorce d’une dynastie (1981-1984)

##### Premier Super Bowl

Schéma représentant The Catch, action victorieuse du match éliminatoire de la division NFC en 1982 par les 49ers de San Francisco.

Titulaire lors de la saison 1981, Joe Montana est plus confiant et est plus patient en attaque. Il élève son niveau de jeu et devient le leader de l'équipe. Lors de la sixième semaine de compétition, il impressionne lors d'une victoire 45 à 14 des 49ers de San Francisco contre les Cowboys de Dallas, il inscrit deux touchdowns dont un de 78 yards pour Dwight Clark. Les victoires s'enchaînent pour les Niners jusqu'à une passe de Joe Montana interceptée qui entraîne une défaite contre les Browns de Cleveland en novembre. Les 49ers terminent la saison avec un bilan de 13 victoires et 3 défaites et se qualifient pour les rencontres éliminatoires. Le quarterback termine la saison régulière avec des statistiques remarquables : 63,7 % de passes complétées pour un total de 3 565 yards gagnés et un ratio de 19 touchdowns pour 12 interceptions.
Lors du premier tour des matchs éliminatoires, les 49ers de San Francisco accueillent les Giants de New York au Candlestick Park. La ligne offensive, avec notamment John Ayers, protège son quarterback contre la défense des Giants et le débutant de l'année, le linebacker Lawrence Taylor. Montana est dans de bonnes conditions pour réussir l'une des meilleures performances à la passe de sa jeune carrière avec 20 passes réceptionnées sur 31 tentatives pour un total de 304 yards gagnés et inscrit deux touchdowns dont un de 58 yards pour Freddie Solomon. Les 49ers remportent la partie sur le score de 38 à 24. La semaine suivante, ils dominent les Buccaneers de Tampa Bay dans tous les secteurs de jeu lors d'une partie gagnée 38 à 0 et se qualifient pour la finale de conférence.
En finale de conférence AFC, les 49ers de San Francisco affrontent les Cowboys de Dallas de Tom Landry, favoris de la rencontre. Alors qu'il reste 4 minutes et 54 secondes à l'horloge, les 49ers de Montana sont dominés 27 à 21. Il mène alors une série de jeux offensifs qu'il conclut par une passe dans le fond de la zone d'en-but pour son receveur Dwight Clark. Cette action, décisive, s'inscrit dans l'histoire comme The Catch. Après le match, Landry déclare que Montana a été la clef du succès de San Francisco.
Le Super Bowl XVI a lieu à Pontiac, Michigan, et oppose deux quarterbacks ayant été sélectionnés et progressé avec Bill Walsh. La préparation de la rencontre ne se passe pas comme prévu. Joe Montana subit le décalage horaire entre San Francisco et le Michigan, se présentant aux conférences de presse fatigué. Avec plus de la moitié de l'équipe, il reste bloqué vingt minutes dans les embouteillages dans le deuxième bus contenant des joueurs des 49ers de San Francisco et l'entraîneur principal Bill Walsh. La rencontre commence bien pour Montana qui inscrit le premier touchdown dans le premier quart-temps sur un jeu inédit : une feinte de jeu renversé pour un flea flicker, soit une passe vers l'arrière du receveur Freddie Solomon pour Joe Montana qui, lui, effectue une passe vers l'avant pour son tight end Charle Young. La dernière passe de la rencontre de Montana, sur un jeu appelé Sweep Pass Right, Z-Come-back, trouve les mains du flanker Mike Wilson (en) pour un gain de 22 yards sur une deuxième tentative et 15 yards à gagner. Celle-ci scelle la victoire des Niners par une pénalité de trois points. Les 49ers choisissent dès lors de n'utiliser que des jeux de courses pour jouer la montre. Pour sa performance, Montana est choisi meilleur joueur du Super Bowl.

##### Saison écourtée et manquée
La saison 1982 est écourtée pour Joe Montana et toute la National Football League (NFL) en raison d'une grève des joueurs professionnels qui souhaitent recevoir une plus grande part des revenus de la NFL par rapport aux propriétaires des franchises. La grève dure 57 jours et fait manquer 8 semaines de compétition. Comme beaucoup d'autres joueurs, Joe Montana refuse de rejoindre le syndicat de joueurs qui poursuit le souhait de recevoir 55 % des revenus du championnat. La saison est une catastrophe pour Joe Montana et les 49ers de San Francisco, dont la cohésion d'équipe a été affectée par des différends dans l'équipe pendant la grève. San Francisco remporte 3 matchs et encaisse 6 défaites, et perd l'ensemble de ses 5 rencontres à domicile. Joe Montana termine la saison 1982 avec 17 touchdowns inscrits, 61,6 % de passes réceptionnées et une série de 5 rencontres avec plus de 300 yards lancés à la passe.

##### Défaite aux portes de la finale
L'entraîneur principal Bill Walsh et son équipe travaillent pendant l'inter-saison pour améliorer le jeu de course de l'équipe. Les 49ers de San Francisco sélectionnent Roger Craig au deuxième tour de la draft 1983 de la NFL et acquièrent Wendell Tyler lors d'un échange avec les Rams de Los Angeles. Lors de la première rencontre de la saison 1983, à domicile contre les Eagles de Philadelphie, les choix des entraîneurs paient, même si Joe Montana subit deux sacks qui l'obligent à sortir du terrain. Privés de leur quarterback titulaire, les 49ers échouent à inscrire le touchdown de la victoire et s'inclinent. Le jeudi suivant, Joe Montana est de retour lors de l'imposante victoire de son équipe sur le score de 48 à 17 contre les Vikings du Minnesota lors de laquelle il inscrit quatre touchdowns. Dix jours plus tard, il marque trois touchdowns dont un de 69 yards pour Freddie Solomon lors de la victoire 42 à 17 contre les Cardinals de Saint-Louis. La West Coast Offense de Bill Walsh prend une nouvelle dimension et les Niners enchaînent victoires sur victoires.
Joe Montana fait face à la défense des Rams de Los Angeles quelques semaines plus tard. Menés 24 à 35, les 49ers s'imposent 45 à 35 sur un retour mené par leur quarterback (358 yards à la passe), par ses wide receivers Renaldo Nehemiah, ancien athlète olympique, et Dwight Clark qui réceptionnent chacun un touchdown, et le defensive end Dwaine Board qui intercepte et retourne pour touchdown une passe adverse. Le milieu de la saison est plus difficile pour les 49ers qui enchaînent quatre défaites en cinq matchs, dont une contre la défense 46 des Bears de Chicago, développée pour perturber Montana, qui provoque deux interceptions et réalise cinq sacks contre le quarterback. San Francisco termine la saison régulière avec 10 victoires et 6 défaites, ce qui qualifie la franchise pour les rencontres éliminatoires.
Au premier tour des matchs éliminatoires, San Francisco est opposé aux Lions de Détroit. Mené 23 à 17 avec 4 minutes et 54 secondes restantes à l'horloge, The Comeback Kid réalise un drive décisif lors duquel il complète ses 6 passes tentées et il conclut par un touchdown de 14 yards pour Freddie Salomon.
En finale de conférence, les 49ers retrouvent les Redskins de Washington qui les dominent pendant trois quart-temps jusqu'à mener sur le score de 21 à 0. Joe Montana mène alors le retour de son équipe avec un premier touchdown pour Mike Wilson, puis un deuxième de 76 yards pour Salomon (un record en match éliminatoire) et enfin un troisième pour Wilson de nouveau. Les 49ers égalisent alors mais doivent s'incliner dans les derniers instants de la partie sur un field goal de Washington. Joe Montana termine sa saison avec 27 passes complétées sur 43 tentées (records NFL en match éliminatoire) et 347 yards lancés à la passe.

##### Deuxième Super Bowl
Avant le début de la saison 1984, Joe Montana profite de la compétition entre l'United States Football League et la National Football League pour renégocier son contrat avec le propriétaire des 49ers Eddie DeBartolo Jr. Il gagne désormais 1 million de dollars par saison.
Déçus par leur défaite la saison précédente en finale de conférence, les 49ers de San Francisco commencent 1984 par des victoires contre les Lions de Détroit et les Redskins de Washington. Contre Washington, Montana prend sa revanche et lance pour 381 yards lors de la victoire 37 à 31 de son équipe. En octobre 1984, les 49ers dominent les Giants de New York sur le score de 31-10 et restent invaincus avec 6 victoires sans défaite. La semaine suivante, l'équipe s'incline contre les Steelers de Pittsburgh. Cette défaite sera la seule de la saison pour Montana et ses coéquipiers qui sortent vainqueurs de leurs neuf dernières rencontres de la saison régulière. Joe Montana inscrit trois touchdowns en première mi-temps contre les Vikings du Minnesota et reste sur le banc en deuxième mi-temps. Il effectue un retour contre les Bengals de Cincinnati en inscrivant un touchdown pour Freddie Solomon après avoir lancé quatre passes interceptées. En décembre, il lance une nouvelle passe décisive contre les Rams de Los Angeles pour Earl Cooper.
« Joe était le maître dans ces situations. Vous pouvez dire que Bill Walsh appelait les jeux, et c'est vrai. Mais il vous faut un gars qui peut les exécuter parfaitement, lire le jeu, faire le lancer, et c'est ce que fait Joe, action après action. »
— Earl Cooper, wide receiver des 49ers,.
Dans son duel avec le quarterback des Dolphins de Miami, Dan Marino, Joe Montana termine la saison régulière 1984 avec 3 630 yards lancés à la passe, 64,6 % de passes complétées dont 28 passes pour touchdowns et 10 interceptées.
Les matchs éliminatoires commencent à domicile contre les puissants Giants de New York. Joe Montana début la rencontre sur un rythme élevé, et inscrit deux touchdowns, l'un de 21 yards pour Dwight Clark et l'autre de 9 yards de Russ Smith. Il lance ensuite trois interceptions avant un troisième touchdown pour Freddie Salomon. La défense des 49ers laisse l'attaque des Giants muette en deuxième mi-temps, permettant à San Francisco de se qualifier pour la finale de la conférence NFC. Opposée aux Bears de Chicago, San Francisco mène 6-0 lorsque l'équipe inscrit un touchdown à la course sur une formation Angus. S'il ne marque pas de touchdown, Joe Montana mène son attaque avec 18 passes réussies sur 34 tentatives pour un ensemble de 233 yards lors de la victoire 23 à 0. 

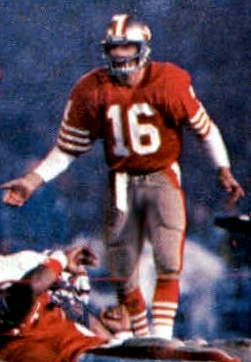
Joe Montana dirigeant son attaque lors du Super Bowl XIX.

Le Super Bowl XIX se déroule au Stanford Stadium et oppose les 49ers de San Francisco aux Dolphins de Miami. Le duel entre Joe Montana et Dan Marino permet un débat sur qui est le meilleur quarterback. Marino est plus grand, plus puissant, plus impressionnant alors que Montana est efficace et précis. Lors du Super Bowl, Marino est cependant arrêté dès le deuxième quart-temps par la défense des 49ers car il ne peut s'appuyer sur un jeu de course. Montana lance vers Roger Craig dans les espaces laissés par la défense adverse et prend lui-même ces espaces pour inscrire un touchdown à la course. À la mi-temps, San Francisco domine 28-16. Un nouveau touchdown sur une passe de 16 yards pour Craig met fin au suspense de la rencontre. Joe Montana est élu meilleur joueur du Super Bowl XIX avec 24 sur 35 passes complétées pour 331 yards à la passe et trois touchdowns. Il court également pour 59 yards, un record pour un quarterback lors d'un Super Bowl.
Jay Brophy, linebacker des Dolphins, dit que Joe Montana a réussi « un match aussi parfait qu'un quarterback puisse jouer »,. L'entraîneur des Dolphins, Don Shula, met également en avant la performance du quarterback : « Montana a été exceptionnel dans tous les secteurs. Il savait quoi faire du ballon pendant toute la rencontre. »,. L'entraîneur des 49ers, Bill Walsh, juge le duel de la manière suivante : « Marino est un très bon jeune quarterback mais dans mon esprit, Joe Montana est le meilleur quarterback de football américain aujourd'hui. Peut-être même de tous les temps. »,.

#### Années sans victoire en rencontres éliminatoires (1985-1987)

##### Le triplé raté
L'année 1985 est celle des polémiques pour Joe Montana. Son nom est d'abord associé à des rumeurs de drogue, qui l'accusent sans fondement, de prendre de la cocaïne,. Il est également annoncé dans les journaux qu'il a été arrêté au volant de sa Ferrari alors que celle-ci est restée au garage.
Les performances sur le terrain ne sont également pas de grande qualité pour Montana, que son public commence à siffler. Pourtant, le quarterback a un nouveau receveur favori : le jeune et talentueux Jerry Rice. Une fois les rumeurs passées, Montana se retrouve sur le terrain, il inscrit deux touchdowns lors de la victoire 31 à 3 contre les Chiefs de Kansas City et enchaîne par une série de quatre victoires en cinq rencontres. Les 49ers de San Francisco finissent la saison avec un bilan de 10 victoires et 6 défaites.
En matchs éliminatoires, San Francisco est opposé aux Giants de New York en barrages. À l'extérieur, les 49ers sont diminués par les blessures et notamment celle de Joe Montana qui a besoin d'injections d'anti-douleurs pour atténuer la douleur aux abdominaux. La défense des Giants domine le quarterback et l'attaque de San Francisco pendant toute la partie. Joe Montana ne marque aucun touchdown, complète seulement 26 passes sur 47 tentatives, est intercepté une fois et plaqué à quatre reprises. New York l'emporte 17-3 et met fin à la saison de Montana.

##### Blessures et retour de l’année
Avant même le début de la saison 1986, les blessures s'accumulent pour Joe Montana. Le 1er juin 1986, il subit une chirurgie arthroscopique à l'hôpital de Redwood City en Californie pour limiter la douleur permanente de son épaule. Cette opération reste secrète en dehors des membres de l'organisation des 49ers de San Francisco pendant deux semaines. Il a également des côtes contusionnées à la suite de la rencontre contre les Giants de New York. Remis de son opération à l'épaule, il est touché par un mal de dos qui l'écarte de plusieurs entraînements. Trois jours après son match de pré-saison contre les Raiders, son coéquipier Guy McIntyre lui marche sur la cheville.
Lors de la première rencontre de la saison, Montana joue avec des douleurs au dos mais reste sur le terrain. Après la rencontre, il lui est diagnostiqué une rupture de la 5e vertèbre de la colonne vertébrale, entraînant une hernie discale qui s'ajoute à un canal lombaire étroit congénital non diagnostiqué auparavant. Le 15 septembre 1986, Montana subit une nouvelle opération, cette fois-ci pour réparer une hernie discale. Certains docteurs lui annoncent qu'il ne pourra peut-être plus jouer à nouveau. À sa sortie de l'hôpital, ces médecins sont confiants sur le fait qu'il puisse revenir sur le terrain la saison suivante.
Pendant son absence des terrains, Joe Montana prépare la rédaction d'une autobiographie autorisée avec le journaliste Bob Raissman intitulée Audibles: My Like in Football. Il travaille sur sa rééducation cinq heures par jour et récupère plus rapidement que prévu. Il peut lancer un ballon trois semaines après son opération. Le médecin chargé de l'opération, Arthur White, dit qu'il s'agit de la plus rapide récupération d'une opération du dos qu'il ait jamais vue. Huit semaines après son opération, Joe Montana revient sur le terrain contre les Cardinals de Saint-Louis,. Il inscrit un touchdown pour Jerry Rice et est emmené au sol. Il se relève et est applaudi, continue la rencontre et domine la défense des Cardinals. Il fait un retour en force avec trois touchdowns inscrits, 270 yards lancés à la passe avec 13 tentatives réceptionnées sur 19 lors d'une victoire 43 à 17.
Une semaine plus tard, il lance pour 441 yards dans la défaite de son équipe 14 à 6 contre les Redskins de Washington. Avec son quarterback titulaire, San Francisco remporte cinq des sept dernières de sa saison et se qualifie pour les matchs éliminatoires et est de nouveau éliminé au premier tour par les Giants de New York sur le score de 49 à 3. Pendant cette rencontre, Montana est intercepté par Lawrence Taylor puis sur le jeu suivant plaqué violemment par le défenseur Jim Burt. Assommé, choqué, Joe sort du terrain définitivement pour la journée. Transféré au centre médical Cornell de New York, les médecins lui indiquent qu'il a subi un sévère traumatisme crânien.

##### Saison historique et début de la concurrence avec Steve Young
Après deux saisons décevantes consécutives, Bill Walsh pense que l'ère de Joe Montana est sur la fin. Les blessures se multiplient pour le frêle quarterback et sa faible mobilité le rendent vulnérable. Bill Walsh construit un échange avec les Buccaneers de Tampa Bay pour recruter le quarterback Steve Young contre un deuxième tour, un quatrième tour de draft et une somme d'argent. Steve Young a un pouvoir de veto sur le transfert mais ne l'utilise pas et rejoint les 49ers en estimant que c'est une bonne opportunité d'apprendre d' « une légende comme Joe Montana » et qu'« il n'est pas là pour rester assis sur le banc »,.
La saison 1987 de la NFL commence par un retour exceptionnel dès la deuxième rencontre. Opposés aux Bengals de Cincinnati, les 49ers ont un dernier drive pour la victoire. Avec 2 secondes restantes, Joe Montana lance une passe de 25 yards pour Jerry Rice qui réceptionne le ballon dans la end zone pour un touchdown. Après ce deuxième match de la saison, le syndicat des joueurs entame une grève contre les propriétaires. Les 49ers votent pour la grève, mais les propriétaires de la ligue ont préparé leur saison en signant des anciens joueurs universitaires et vétérans pour continuer la saison sans les joueurs grévistes. Joe Montana, comme en 1982, ne soutient pas ce mouvement et joue avec l'équipe des remplaçants, ce qui lui vaut de nombreuses critiques parmi ses coéquipiers et notamment son ami proche Ronnie Lott. Il enchaîne trois victoires pendant la grève qui prend fin, le syndicat cédant face aux propriétaires.
Alors qu'il tient le ballon lors d'une tentative de field goal, Joe Montana se blesse à l'index et doit manquer trois rencontres. Steve Young saisit alors l'opportunité et impressionne, notamment lors d'une victoire 41 à 0 contre les Bears de Chicago. Montana redevient titulaire contre les Browns de Cleveland et complète 23 des 31 passes tentées pour 342 yards lors d'une victoire 38 à 24. Une blessure au muscle ischio-jambier fait rater deux autres matchs à Montana en décembre. Lors du dernier match de la saison, Young joue la première mi-temps et Montana la seconde. Les deux quarterbacks impressionnent et mènent l'équipe à une victoire 48 à 0 contre les Rams de Los Angeles.
La saison régulière 1987 est la meilleure de Joe Montana statistiquement. Il termine meilleur passeur de l'année avec une évaluation de 102.1, mène la National Football League en termes de passes complétées avec 266 et de pourcentage de passes réceptionnées avec 66,8 %, et bat le record de franchise pour le nombre de touchdowns lancés dans une saison avec 31 unités.
Lors du premier tour des rencontres éliminatoires, contre les Vikings du Minnesota, Joe Montana est sorti par son entraîneur Bill Walsh alors que les 49ers sont menés 20 à 3. Il est remplacé par Steve Young, qui ne peut empêcher la défaite de San Francisco. Les supporteurs de la franchise encouragent Young lorsqu'il entre sur le terrain et demandent le transfert de Montana tant qu'il est possible d'avoir en retour un joueur ou un choix de draft intéressants. Après cette nouvelle défaite, les doutes sur les capacités de Joe Montana s'élèvent de nouveau.

#### Seconde partie de la dynastie de Montana (1988-1989)

##### Troisième Super Bowl
Après avoir pensé à échanger Joe Montana, Bill Walsh utilise la concurrence entre ses deux quarterbacks pour les stimuler à donner le meilleur. Au début de la saison 1988, Joe Montana est le titulaire au poste de quarterback mais peu à peu, il est remplacé par Steve Young, pour qu'il puisse se remettre de plusieurs blessures et d'une fatigue générale. Lors de la deuxième rencontre de la saison, il sort du banc contre les Giants de New York alors qu'il reste 42 secondes et inscrit un touchdown décisif de 78 yards d'une passe pour Jerry Rice. Après une défaite contre les Cardinals de l'Arizona, le bilan de la franchise est de 6 victoires et 5 défaites. Bill Walsh se tourne alors de nouveau vers Joe Montana, qui finit la saison en grande forme, marquant trois touchdowns contre les Redskins de Washington et aide son équipe à se qualifier pour les matchs éliminatoires.
Lors de la première rencontre éliminatoire, les 49ers sont opposés à la meilleure équipe défensive de la ligue, les Vikings du Minnesota. En première mi-temps, le quarterback lance 3 touchdowns pour Jerry Rice. Les 49ers l'emportent par une victoire écrasante de 34 à 9 et se qualifient pour la finale de la conférence NFC, où ils sont opposés aux Bears de Chicago de Mike Ditka. Joe Montana marque de nouveau 3 touchdowns à la passe, lors d'une victoire 28 à 3.
Le Super Bowl XXIII a lieu le 22 janvier 1989 et oppose les 49ers aux Bengals de Cincinnati. Si, pendant trois quart-temps, la rencontre est ennuyeuse, la fin de la rencontre marque les esprits. Avec 3 minutes et 10 secondes de temps de jeu restant au chronomètre, mené 16 à 13, Joe orchestre un drive parfait,. Il remonte petit à petit le terrain et grignote lentement le chronomètre, en s'appuyant entre autres sur Jerry Rice, son receveur favori. La dernière action est une passe dans la end zone. Engageant cette phase décisive sur la ligne des 10 yards, Montana recule jusqu'au 17 yards avant de lancer le cuir en direction de John Taylor qui reçoit le touchdown de la victoire,. Les 34 secondes à jouer ne laissent en effet pas le temps aux Bengals de réussir une remontée. Les Niners s'imposent sur le score de 20 à 16. Joe Montana complète 23 de ses 36 passes pour 357 yards, un record lors d'un Super Bowl.

##### Quatrième Super Bowl
L'année suivante, l'entraîneur principal Bill Walsh est remplacé par George Seifert. Ce dernier déclare publiquement que Joe Montana est le quarterback titulaire de la franchise, enlevant de la pression sur le joueur. Après deux victoires contre les Colts d'Indianapolis et les Buccaneers de Tampa Bay, San Francisco est dominée par la défense des Eagles qui plaquent pour perte à 8 reprises Joe Montana. Pourtant, malgré les douleurs, Montana est brillant lors du dernier quart-temps pour remonter un déficit de 11 points en complétant 11 passes sur 12 et décrocher la victoire 38 à 28,. Contre les Rams de Los Angeles, il bat le record de la franchise avec 458 yards à la passe. En saison régulière, il prend également sa revanche contre les Giants de New York que les 49ers battent à domicile.
Alors que les 49ers ont un bilan de 14 victoires pour 2 défaites, Montana termine la saison 1989 avec une évaluation record de 112,4 et complète 70,2 % de ses passes. Il inscrit 26 touchdowns pour seulement 8 interceptions. Sélectionné pour la sixième fois au Pro Bowl, élu meilleur joueur de l'année, meilleur athlète de l'année par l'Associated Press, il confirme sa saison en matchs éliminatoires en inscrivant six touchdowns lors de victoires contre les Vikings du Minnesota (41 à 3) et les Rams de Los Angeles (30 à 3).
Joe brille encore en concluant la saison par une victoire écrasante au Super Bowl XXIV, 55 à 10, contre les Broncos de Denver et leur quarterback John Elway,. Il commence la rencontre par deux passes ratées puis complète les trois suivantes, terminant par un touchdown pour Jerry Rice. En deuxième mi-temps, Montana continue sa domination et bat des records de la National Football League (NFL) : d'abord celui de touchdowns dans l'histoire du Super Bowl avec son dixième puis le record dans un seul Super Bowl avec son cinquième touchdown de la journée. Après ce match, tous les amateurs de football américain croient que les 49ers vont réaliser le Three peat, soit un troisième titre d'affilée, exploit jamais réalisé dans l'histoire de la NFL.

#### Blessures et séparation difficile avec San Francisco (1990-1992)
Montana ne déçoit pas la saison suivante, finissant avec les niners la saison régulière avec un record de 14 victoires contre 2 défaites, soit le meilleur bilan de la ligue. San Francisco reçoit les Giants de New York en finale de conférence. Le match est serré mais les 49ers mènent au score en fin de match. Sur une situation de passe, Montana évite le linebacker Lawrence Taylor mais ne voit pas arriver le defensive end Leonard Marshall dans son dos. Le sack est violent et Montana ne se relève pas, allongé sur le dos. Il finit par se relever aidé par des assistants et entraîneurs mais il ne revient plus dans la partie. Complètement sonné, il voit son équipe perdre le match sur un field goal. La blessure subie ce jour-là l'éloigne des terrains pendant de nombreux mois.
Sur le déclin, vieillissant, Joe Montana passe deux années à soigner son épaule douloureuse. Lorsqu'il se sent prêt à reprendre la compétition au début de la saison 1992, il a été dépossédé du poste de quarterback titulaire de San Francisco par l'éclosion du jeune Steve Young. Il ne joue qu'une seconde mi-temps contre Détroit au dernier match de la saison régulière et inscrit deux passes de touchdowns. Menés par Young, les 49ers perdent plus tard en finale de conférence face aux Cowboys de Dallas.

#### Fin de carrière aux Chiefs de Kansas City (1993-1994)
Les 49ers de San Francisco choisissent de titulariser Steve Young définitivement, et donnent à Joe Montana la permission de se vendre auprès des autres franchises de la ligue. Deux franchises sollicitent les services du quarterback vétéran, alors âgé de 36 ans, les Cardinals de Phoenix et les Chiefs de Kansas City. Les Cardinals ont l'accord des 49ers pour négocier avec Montana et lui offrent de signer pour 15 millions de dollars sur trois ans, le plus gros contrat de l'histoire de la National Football League alors, mais Montana refuse. Il préfère rejoindre son ancien entraîneur de 1983 à 1985, Paul Hackett, à Kansas City, une équipe qui joue les matchs éliminatoires. Il est échangé avec le safety David Whitmore et un troisième tour de la draft 1994 contre le premier tour de la draft des Chiefs (le 18e choix).
Montana fait alors la couverture du magazine Sports Illustrated avec en légende Hail to the chief et une photo de lui arborant le numéro 19. En effet, chez les Chiefs, le numéro 16 avait été retiré en l'honneur du quarterback Len Dawson, ancienne idole de Montana. On a dit que Joe avait additionné 3, son numéro universitaire et 16, son numéro chez les Niners ; on a dit aussi qu'il avait renversé le 6 du numéro 16, mais il faut se souvenir qu'à l'âge de dix ans, Joe portait déjà le 19 quand il était le quarterback junior de sa petite ville.
Il rejoint donc les Chiefs de Kansas City sous l'uniforme desquels il prend sa retraite en 1994. À Kansas City, où il joue deux saisons, Montana connaît encore quelques succès. Le duel contre le quarterback des Broncos de Denver, son rival John Elway, demeure fameux. Montana emmène les Chiefs jusqu'à la finale de conférence dans sa première saison avec eux en dominant les Steelers de Pittsburgh sur le score de 27 à 24. Il perd en finale de conférence contre les Bills de Buffalo et subit lors de cette confrontation un choc important de trois défenseurs, entraînant un traumatisme crânien et une perte de mémoire. Il pense alors à prendre sa retraite mais change d'avis et engage des entraîneurs personnels.
Lors de sa seconde saison dans ce club, il affronte notamment les 49ers menés par Steve Young (qui remportent le titre cette année-là) et obtient une victoire face à l'équipe dont il a fait la gloire. Montana finit alors d'asseoir sa réputation de grand joueur, étant capable d'être performant dans différents clubs, ce que souligne notamment le fameux John Madden, l'entraîneur des Raiders reconverti en commentateur sportif. Montana termine la saison régulière sans éclat où il ne joue presque que la moitié du temps à cause d'une blessure.
Sa carrière se termine au premier tour des rencontres à élimination contre les Dolphins de Miami de Dan Marino au Joe Robbie Stadium de Miami, le stade où Montana a gagné le Super Bowl XXIII en 1989. Joe lance trois passes de touchdown et pour plus de 300 yards. Trois mois après son dernier match professionnel, il annonce sa retraite sportive.

### Postérité
En 1984, Joe Montana participe à une course automobile entre célébrités à Long Beach, Californie. Une semaine après avoir quitté le football américain, il annonce son projet d'acheter une écurie automobile, la Target-Chip Ganasst Racing Team, participant à l'IndyCar.
À la fin des années 1980 et au début des années 1990, Joe Montana est l'idole de jeunesse de nombreux Américains. Parmi eux, le jeune Tom Brady, qui va devenir quarterback et remporter six Super Bowls avec les Patriots de la Nouvelle-Angleterre. Son impact sur le football américain se poursuit également dans les décennies suivantes, il reste l'un des meilleurs quarterbacks de l'histoire de la NFL. Vingt ans après la fin de sa carrière son maillot est toujours l'un des plus vendus en Californie. Le quarterback Jared Goff porte le numéro 16 en son honneur.
En 1995, la franchise des 49ers de San Francisco retire le numéro 16 de Joe Montana en son honneur. Après sa retraite sportive, il souhaite rester proche de sa famille et exclut de devenir entraîneur. Il devient consultant à la télévision en 1995 pour NBC chaque dimanche mais n'aime pas s'éloigner de sa famille pour rejoindre New York chaque week-end et préfère mettre fin à l'expérience.
Joe Montana garde plusieurs chevaux pendant plusieurs années pour participer aux courses au Texas et dans l'Oklahoma. Même s'il apprécie particulièrement cette occupation, il arrête à cause de la logistique et des frais. Il est impliqué dans un fonds spéculatif appelé Champion Ventures avec plusieurs anciens coéquipiers et dans le développement d'une application autour de fantasy de football américain intitulée IMFL. Il réalise des discours rémunérés à un tarif compris entre 65000 et 100 000 dollars.
La question récurrente à son propos est de savoir si l'on peut considérer Joe Montana comme le meilleur quarterback de tous les temps. Il reste l'un des meilleurs sportifs des années 1980. Fort de ses quatre titres obtenus, il est reçu au Pro Football Hall of Fame en 2000.
Lors du Super Bowl 50, il réalise le toss de la rencontre. Il continue à avoir des problèmes physiques à la suite de sa carrière de joueur de football américain : un genou douloureux, un problème nerveux à l’œil et des douleurs à la main,. À propos de ses problèmes de santé, il déclare : « Ma famille aime bien les sports extrêmes, comme le snowboard, et je regrette ne plus pouvoir le faire avec eux. J’adore le basket-ball. Mais je ne peux plus jouer au basket-ball. Je peux tirer mais c’est tout. Je ne peux plus faire des allers-retours sur le terrain. Mon genou m’abandonne. Après ma première opération, mon nerf sciatique a été endommagé et tous les muscles de mon pied gauche se trouvant tout le long de celui-ci sont engourdis depuis 1986 ».

### Vie privée
Montana s'est marié à trois reprises. En 1974, il épouse son amour d'enfance, Kim Moses, lors de son deuxième semestre à l'université Notre-Dame. Ils divorcent trois années plus tard. En 1981, il épouse Cass Castillo. Ils se séparent en 1983 alors que Joe Montana vient de remporter son deuxième Super Bowl et l'information est dans tous les journaux de San Francisco.
Quelques mois plus tard, Montana rencontre Jennifer Wallace, actrice et mannequin, sur le tournage d'une publicité pour Schick sur laquelle ils travaillent ensemble. Ils entament une relation et se marient moins d'un an après leur rencontre, en 1985. De leur union, quatre enfants naissent : Alexandra Whitney (née le 10 octobre 1985), Elizabeth Jean (née le 20 décembre 1986), Nathaniel « Nate » Joseph (né le 3 octobre 1989) et Nicholas Alexander dit « Nick » (né le 28 avril 1992). Ses deux fils ont une carrière universitaire de joueur de football américain en tant que quarterback comme leur père, Nate jouant pour Notre Dame et Nick pour Tulane notamment, mais aucun d'entre eux n'est sélectionné par une franchise de la National Football League.

## Statistiques

### Université
Le tableau suivant reprend les statistiques complètes de Joe Montana en saison régulière au cours de sa carrière universitaire :
| Année  | Équipe     | MJ     |                        | Passes                 | Passes                 | Passes                 | Passes                 | Passes                 | Passes                 | Passes  |       | Courses | Courses | Courses | Courses |
| Année  | Équipe     | MJ     | Tentées                | Réussies               | Pct.                   | Yards                  | TD                     | Int.                   | Éval.                  | Tentées | Yards | Moy.    | TD      |         |         |
| 1975   | Notre Dame | 7      | 66                     | 27                     | 42,4                   | 509                    | 4                      | 8                      | 102,7                  | 7       | -5    | -0,7    | 2       |         |         |
| 1976   | Notre Dame |        | Ne joue pas - Blessure | Ne joue pas - Blessure | Ne joue pas - Blessure | Ne joue pas - Blessure | Ne joue pas - Blessure | Ne joue pas - Blessure | Ne joue pas - Blessure |         |       |         |         |         |         |
| 1977   | Notre Dame | 9      | 189                    | 99                     | 52,4                   | 1 604                  | 11                     | 8                      | 134,4                  | 9       | 32    | 3,6     | 6       |         |         |
| 1978   | Notre Dame | 11     | 260                    | 141                    | 54,2                   | 2 010                  | 10                     | 9                      | 124,9                  | 72      | 104   | 1,4     | 6       |         |         |
| Totaux | Totaux     | Totaux | 515                    | 268                    | 52                     | 4 121                  | 25                     | 25                     | 125,6                  | 88      | 131   | 1,5     | 14      |         |         |

### National Football League
En 192 matchs de saison régulière en tant que joueur, Joe Montana a lancé 273 passes de touchdowns et en a marqué 20 à la course. Le tableau suivant reprend les statistiques complètes en saison régulière au cours de sa carrière, :
| Année  | Équipe                 | MJ     |                        | Passes                 | Passes                 | Passes                 | Passes                 | Passes                 | Passes                 | Passes  |       | Courses | Courses | Courses | Courses |
| Année  | Équipe                 | MJ     | Tentées                | Réussies               | Pct.                   | Yards                  | TD                     | Int.                   | Éval.                  | Tentées | Yards | Moy.    | TD      |         |         |
| 1979   | 49ers de San Francisco | 16     | 23                     | 13                     | 56,5                   | 96                     | 1                      | 0                      | 81,1                   | 3       | 22    | 7,3     | 0       |         |         |
| 1980   | 49ers de San Francisco | 15     | 273                    | 176                    | 64,5                   | 1 795                  | 15                     | 9                      | 87,8                   | 32      | 77    | 2,4     | 2       |         |         |
| 1981   | 49ers de San Francisco | 16     | 488                    | 311                    | 63,7                   | 3 565                  | 19                     | 12                     | 88,4                   | 25      | 95    | 3,8     | 2       |         |         |
| 1982   | 49ers de San Francisco | 9      | 346                    | 213                    | 61,6                   | 2 613                  | 17                     | 11                     | 88                     | 30      | 118   | 3,9     | 1       |         |         |
| 1983   | 49ers de San Francisco | 16     | 515                    | 332                    | 64,5                   | 3 910                  | 26                     | 12                     | 94,6                   | 61      | 284   | 4,7     | 2       |         |         |
| 1984   | 49ers de San Francisco | 16     | 432                    | 279                    | 64,6                   | 3 630                  | 28                     | 10                     | 102,9                  | 39      | 118   | 3       | 2       |         |         |
| 1985   | 49ers de San Francisco | 15     | 494                    | 303                    | 61,3                   | 3 653                  | 27                     | 13                     | 91,3                   | 42      | 153   | 3,6     | 3       |         |         |
| 1986   | 49ers de San Francisco | 8      | 307                    | 191                    | 62,2                   | 2 236                  | 8                      | 9                      | 80,7                   | 17      | 38    | 2,2     | 0       |         |         |
| 1987   | 49ers de San Francisco | 13     | 398                    | 266                    | 66,8                   | 3 054                  | 31                     | 13                     | 102,1                  | 35      | 141   | 4       | 1       |         |         |
| 1988   | 49ers de San Francisco | 14     | 397                    | 238                    | 59,9                   | 2 981                  | 18                     | 10                     | 87,9                   | 38      | 132   | 3,5     | 3       |         |         |
| 1989   | 49ers de San Francisco | 13     | 386                    | 271                    | 70,2                   | 3 521                  | 26                     | 8                      | 112,4                  | 49      | 227   | 4,6     | 3       |         |         |
| 1990   | 49ers de San Francisco | 15     | 520                    | 321                    | 61,7                   | 3 944                  | 26                     | 16                     | 89                     | 40      | 162   | 4,1     | 1       |         |         |
| 1991   | 49ers de San Francisco |        | Ne joue pas - Blessure | Ne joue pas - Blessure | Ne joue pas - Blessure | Ne joue pas - Blessure | Ne joue pas - Blessure | Ne joue pas - Blessure | Ne joue pas - Blessure |         |       |         |         |         |         |
| 1992   | 49ers de San Francisco | 1      | 21                     | 15                     | 71,4                   | 126                    | 2                      | 0                      | 118,4                  | 3       | 28    | 9,3     | 0       |         |         |
| 1993   | Chiefs de Kansas City  | 11     | 298                    | 181                    | 60,7                   | 2 144                  | 13                     | 7                      | 87,4                   | 25      | 64    | 2,6     | 0       |         |         |
| 1994   | Chiefs de Kansas City  | 14     | 493                    | 299                    | 60,6                   | 3 283                  | 16                     | 9                      | 83,6                   | 18      | 17    | 0,9     | 0       |         |         |
| Totaux | Totaux                 | Totaux | 5 391                  | 3 409                  | 63,2                   | 40 551                 | 273                    | 139                    | 92,3                   | 457     | 1 676 | 3,7     | 20      |         |         |

En 23 matchs de rencontres éliminatoires en tant que joueur, Joe Montana a lancé 45 passes de touchdowns et en a marqué deux à la course. Le tableau suivant comprend les statistiques complètes en matchs éliminatoires au cours de sa carrière :
| Année  | Équipe                 | MJ     |                                        | Passes                                 | Passes                                 | Passes                                 | Passes                                 | Passes                                 | Passes                                 | Passes  |       | Courses | Courses | Courses | Courses |
| Année  | Équipe                 | MJ     | Tentées                                | Réussies                               | Pct.                                   | Yards                                  | TD                                     | Int.                                   | Éval.                                  | Tentées | Yards | Moy.    | TD      |         |         |
| 1979   | 49ers de San Francisco |        | N'est pas qualifié                     | N'est pas qualifié                     | N'est pas qualifié                     | N'est pas qualifié                     | N'est pas qualifié                     | N'est pas qualifié                     | N'est pas qualifié                     |         |       |         |         |         |         |
| 1980   | 49ers de San Francisco |        | N'est pas qualifié                     | N'est pas qualifié                     | N'est pas qualifié                     | N'est pas qualifié                     | N'est pas qualifié                     | N'est pas qualifié                     | N'est pas qualifié                     |         |       |         |         |         |         |
| 1981   | 49ers de San Francisco | 3      | 88                                     | 56                                     | 63,6                                   | 747                                    | 6                                      | 4                                      | 94,3                                   | 12      | 4     | 0,3     | 1       |         |         |
| 1982   | 49ers de San Francisco |        | N'est pas qualifié                     | N'est pas qualifié                     | N'est pas qualifié                     | N'est pas qualifié                     | N'est pas qualifié                     | N'est pas qualifié                     | N'est pas qualifié                     |         |       |         |         |         |         |
| 1983   | 49ers de San Francisco | 2      | 79                                     | 45                                     | 57                                     | 548                                    | 4                                      | 2                                      | 84,8                                   | 8       | 56    | 7       | 0       |         |         |
| 1984   | 49ers de San Francisco | 3      | 108                                    | 67                                     | 62                                     | 873                                    | 7                                      | 5                                      | 89,8                                   | 13      | 144   | 11,1    | 1       |         |         |
| 1985   | 49ers de San Francisco | 1      | 47                                     | 26                                     | 55,3                                   | 296                                    | 0                                      | 1                                      | 65,6                                   | 1       | 0     | 0       | 0       |         |         |
| 1986   | 49ers de San Francisco | 1      | 15                                     | 8                                      | 53,3                                   | 98                                     | 0                                      | 2                                      | 34,2                                   | 0       | 0     | 0       | 0       |         |         |
| 1987   | 49ers de San Francisco | 1      | 26                                     | 12                                     | 46,2                                   | 109                                    | 0                                      | 1                                      | 42                                     | 3       | 20    | 6,7     | 0       |         |         |
| 1988   | 49ers de San Francisco | 3      | 90                                     | 56                                     | 62,2                                   | 823                                    | 8                                      | 1                                      | 117                                    | 10      | 43    | 4,3     | 0       |         |         |
| 1989   | 49ers de San Francisco | 3      | 83                                     | 65                                     | 78,3                                   | 800                                    | 11                                     | 0                                      | 146,4                                  | 5       | 19    | 3,8     | 0       |         |         |
| 1990   | 49ers de San Francisco | 2      | 57                                     | 40                                     | 70,2                                   | 464                                    | 3                                      | 1                                      | 104,7                                  | 3       | 10    | 3,3     | 0       |         |         |
| 1991   | 49ers de San Francisco |        | N'est pas qualifié                     | N'est pas qualifié                     | N'est pas qualifié                     | N'est pas qualifié                     | N'est pas qualifié                     | N'est pas qualifié                     | N'est pas qualifié                     |         |       |         |         |         |         |
| 1992   | 49ers de San Francisco |        | Ne joue pas - Décision de l'entraîneur | Ne joue pas - Décision de l'entraîneur | Ne joue pas - Décision de l'entraîneur | Ne joue pas - Décision de l'entraîneur | Ne joue pas - Décision de l'entraîneur | Ne joue pas - Décision de l'entraîneur | Ne joue pas - Décision de l'entraîneur |         |       |         |         |         |         |
| 1993   | Chiefs de Kansas City  | 3      | 104                                    | 59                                     | 56,7                                   | 700                                    | 4                                      | 3                                      | 78,2                                   | 6       | 13    | 2,2     | 0       |         |         |
| 1994   | Chiefs de Kansas City  | 1      | 37                                     | 26                                     | 70,3                                   | 314                                    | 2                                      | 1                                      | 102,8                                  | 2       | 5     | 2,5     | 0       |         |         |
| Totaux | Totaux                 | Totaux | 734                                    | 460                                    | 62,7                                   | 5 772                                  | 45                                     | 21                                     | 95,6                                   | 63      | 314   | 5       | 2       |         |         |

## Palmarès et records
Joe Montana est considéré comme l'un des meilleurs quarterbacks de tous les temps,,, réputation acquise notamment par les quatre Super Bowls joués et remportés avec les 49ers de San Francisco entre 1981 et 1989 : les Super Bowls XVI, XIX, XXIII et XXIV,. Lors de ses quatre participations aux Super Bowls, Montana complète 83 de ses 122 passes tentées pour 1 142 yards, 11 touchdowns pour aucune interception et une évaluation de 127,8. Il est le premier joueur de l'histoire à avoir été élu meilleur joueur du Super Bowl à trois reprises (Super Bowls XVI, XIX et XXIV), record égalé par Tom Brady.
Dès l'université, Montana construit son palmarès en gagnant le Cotton Bowl à deux reprises avec Notre Dame en 1978 et 1979. Il est désigné meilleur joueur du Cotton Bowl 1979.
Régulier au cours de sa carrière en National Football League (NFL), il est sélectionné pour le Pro Bowl à huit reprises en 1981, 1983, 1984, 1985, 1987, 1989, 1990 et 1993. Il est choisi trois fois dans l'équipe All-Pro en 1987, 1989 et 1990.
Auteur du retour de l'année dans la NFL en 1986, il est à la veille des meilleures saisons de sa carrière. Il marque le plus grand nombre de touchdowns en 1986. Au sommet de son art, en 1989 et 1990, il est élu meilleur joueur (MVP) de la NFL. Il reçoit également le trophée Bert Bell en 1989. Athlète de l'année 1989 pour Sporting News, athlète de l'année 1990 pour Sports Illustrated, Joe Montana est désigné sportif des années 1989 et 1990 par l'Associated Press,.
Lors de sa carrière avec les 49ers de San Francisco, Montana a complété 2 929 de ses 4 600 passes tentées pour un total de 35 142 yards avec 244 touchdowns et 123 interceptions. Au total, il a 35 matchs avec plus de 300 yards à la passe dont 7 matchs avec plus de 400 yards. Joe Montana termine sa carrière en 1993 avec 3 409 passes complétées sur 5 391 tentatives, 273 touchdowns, 139 interceptions, et 40 551 yards à la passe. Il a également couru pour 1 676 yards et 20 touchdowns. Son bilan comme titulaire est de 117 victoires pour 47 défaites.
Le 14 décembre 1997, son numéro 16 est retiré par les 49ers de San Francisco pendant une rencontre de la franchise contre les Broncos de Denver,. Il détient toujours les records de yards à la passe, de touchdowns inscrits, de passes tentées et complétées et de victoires en carrière des 49ers de San Francisco.
Choisi dans la première équipe de l'équipe NFL de la décennie 1980, Montana multiplie les récompenses depuis la fin de sa carrière. Il est élu quarterback de l'équipe type du Super Bowl à l'occasion du XXVe anniversaire de la grande finale en 1991. Il est intronisé au Pro Football Hall of Fame en 2000. En 2010, le classement The Top 100: NFL's Greatest Players de NFL Network classe Joe Montana comme le 4e meilleur joueur de l'histoire de la National Football League.

## Profil de jeu et personnalité

### Aptitudes physiques
Joe Montana est connu pour ne pas être un passeur puissant mais l'un des plus précis. Son physique, longiligne, avec une taille de 1,88 mètre pour 87 kilogrammes, n'est pas exceptionnel,. Il a de longs bras et de longues jambes, ses épaules ne sont pas larges, et ses mains et avant-bras sont dans la moyenne. Il semble trop fragile pour subir les chocs de linebackers le projetant violemment au sol. À l'université, s'il est réputé pour être The Comeback Kid, le jeune joueur qui effectue des retours impressionnants, il est également connu pour être irrégulier.

« Aussi tôt que j'ai vu le beau jeu de jambes glissé de Joe - des pas naturellement rapides, juste de la poésie en mouvement. »

— Bill Walsh,
Les principaux talents de Montana sont ses capacités de jouer avec ses pieds, de par sa mobilité ou ses appuis précis pour lancer le ballon, sa vision du jeu et son instinct. Ses pieds sont constamment en mouvement, ce qui lui permet de ne pas avoir les genoux bloqués et de pouvoir effectuer une rotation avec ses hanches qui facilite son lancer et rend son geste naturel.

### Style de jeu etWest Coast Offense
Bill Walsh souhaite utiliser les qualités physiques et la vitesse de Joe Montana afin de prendre de vitesse la défense. Il développe un tout nouveau système offensif dans la National Football League à partir de ses précédentes expériences universitaires : la West Coast Offense. Joe Montana est le premier quarterback à utiliser ce système. Cette formation offensive surprend la défense adverse qui n'arrive généralement pas à s'y adapter. La stratégie prône l'horizontalité plutôt que la verticalité, mettant en avant l'importance de la précision et du timing et moins de la puissance du bras de Joe Montana.
L'ancien quarterback Joe Theismann déclare : « Pour moi, Joe symbolise tout ce que vous pouvez faire sans avoir un bras vraiment fort. Pour commencer, il a une grande maîtrise de son attaque. Il a une bonne patience, particulièrement dans les jeux de feinte. [...] Il a de la ténacité. [...] Joe Montana est le meilleur quarterback à avoir joué au football américain professionnellement. Il a toutes les qualités »,.
Le quarterback suit les instructions de Walsh : trois pas de retrait pour des passes courtes et rapides, cinq pas pour les passes entre 10 et 15 yards et sept pas pour les passes longues. Montana va tellement vite pour lancer le ballon que le commentateur sportif John Madden déclare « Avec la plupart des joueurs c'est : « Je regarde. Je recule. Je lance ». Avec Montana, c'est « Je regardereculelance ». »,.

### Personnalité
Joe Montana a une personnalité discrète. Il est poli, n'est pas prétentieux et se décrit comme quelqu'un de tranquille. Avec ses yeux bleu pâle et son menton fendu, il a un charme certain et inspire de la sympathie. Le joueur a un exceptionnel mental et une faculté à ne jamais céder sous la pression. Il est d'ailleurs surnommé « Joe Cool ». Il a du charisme et le sang-froid nécessaire pour remporter des rencontres serrées,,. Joe Montana ne crie pas dans le huddle, il parle calmement à ses coéquipiers. Il est un meneur d'hommes effacé.

## Aspects financiers
Lors de son arrivée dans la National Football League (NFL), Joe Montana signe un premier contrat avec un bonus à la signature de 50 000 dollars et une base salariale de 50 000 dollars pour la première année, 70 000 dollars pour la deuxième et 85 000 dollars pour la troisième saison. En août 1984, Montana, qui vient de remporter son deuxième Super Bowl en quatre ans, signe un contrat de six saisons pour une valeur totale de 6,3 millions de dollars
En décembre 1990, alors quadruple vainqueur du Super Bowl, il devient le joueur le mieux payé de la NFL et le premier à gagner plus de 3 millions de dollars par saison,. Sa base salariale augmente d'1,2 million de dollars en 1989 à 4 millions de dollars en 1990 et une baisse de salaire de 500 000 dollars par an. Son salaire représente alors 15 % de la masse salariale des 49ers de San Francisco.
Pendant sa carrière sportive, Joe Montana gagne autant d'argent grâce à des contrats commerciaux. Il réalise sa première publicité télévisuelle avec la marque Propel. En 1984, Montana est sous contrat avec les marques Pepsi, Schick, Sega, Hanes, Concord et LA Gear. Cette dernière verse 5 millions de dollars pour un contrat de 3 ans pour promouvoir la marque de chaussures. Pepsi utilise l'image du quarterback vainqueur du Super Bowl dans sa bataille commerciale avec Coca-Cola et investit dans une large campagne publicitaire de spots de 30 secondes avec plusieurs autres célébrités, notamment Ray Charles, et contribue à développer l'image « cool » de Joe Montana.

## Montana dans la culture populaire
Avant le Super Bowl XIX, le président des États-Unis Ronald Reagan réalise le toss pour savoir qui va commencer la rencontre avec la possession du ballon. Après la victoire des 49ers, la chaîne ABC diffuse les images d'une discussion entre le Président et Bill Walsh et quelques joueurs des 49ers :
« Il devrait y avoir un mot plus fort que félicitations pour tout ce que nous avons vu ce soir. Mais je veux juste vous dire félicitations à vous et, bien sûr, félicitations à Joe Montana. »
— Ronald Reagan, 40e président des États-Unis,.
En 1985, Joe Montana rencontre Huey Lewis and the News dans les coulisses d'une cérémonie de récompenses musicales dans la région de San Francisco. Montana devient un ami proche de Huey Lewis, ils jouent au golf ensemble et le chanteur chante régulièrement l'hymne américain au début des rencontres des 49ers à domicile. Montana chante avec Dwight Clark, Ronnie Lott et Riki Ellison les chœurs de la chanson « Hip to the Square » du groupe de rock.
À l'été 1993, Larry Moffit, animateur radio de la station KY-102 à Kansas City, lance un appel pour qu'une ville choisisse de se renommer Joe Montana en échange de places pour un match des Chiefs de Kansas City où le quarterback vient d'arriver. La ville d'Ismay, dans l'État du Montana, qui compte 26 habitants, accepte. Elle obtient l'autorisation du gouverneur de l'État pour se renommer « Joe, Montana ».
Une statue de cire représentant Joe Montana est présente au musée Madame Tussauds de Las Vegas, Washington et San Francisco.
Au début des années 1990, de nombreux jeux vidéo de football américain utilisent son nom : Joe Montana Football, Joe Montana II: Sports Talk Football, Joe Montana Sportstalk Football '95 et Joe Montana's NFL Football. En 2015, le développeur Superstar Games annonce qu'il travaille sur un jeu vidéo de football américain intitulé « Joe Montana Football 16 » pour les téléphones portables,,.

### Citations originales
1. ↑  (en) « Devine probably wondered why I was recruited ».
2. ↑  (en) « We don't really need another quarterback. »
3. ↑  (en) « Joe was the master in those situations. You can say, well, Bill Walsh was calling the plays, and that's true. But it took a guy who could execute perfectly, make the read, make the throw, and that's what Joe did, time after time. »
4. ↑  (en) « About as perfect a game as a quarterback can play. »
5. ↑  (en) « Montana was outstanding in every way. He knew just what to do with the football the entire day. »
6. ↑  (en) « Marino is a great young quarterback but in my mind Joe Montana is the greatest quarterback in football today. Maybe of all time. »
7. ↑  (en) « A legend like Joe Montana. I'm not here to sit on the bench. »
8. ↑  (en) « As soon as I saw Joe's beautiful, gliding footwork - quick natural steps, just poetry in motion »
9. ↑  (en) « To me, Joe symbolizes everything you can do without a real strong arm. To start with, he had great command of his offense. He had great patience, especially on his play-action passing. [...] He had toughness. [...] Joe Montana is the greatest quarterback ever to play professional football. The total package. »
10. ↑  (en) « With most guys, it's 'I see. I step. I throw.' With Montana, it's 'Iseestepthrow.' »
11. ↑  (en) « There ought to be a bigger word than congratulations for all we saw tonight. But I just want to say congratulations to you and, of course, congratulations to Joe Montana. »